# エクトル・パウリーノ・ドミンゲス・ロドリゲス
エクトル・パウリーノ・ドミンゲス・ロドリゲス（スペイン語: Héctor Paulino Domínguez Rodríguez、1956年7月17日 - ）は、ドミニカ共和国の外交官、大使。サンティアゴ・デ・ロス・カバリェロス出身。ドミニカ共和国のPUCMM大学およびサント・ドミンゴ自治大学で国際関係論と外交を専攻。両校卒業後は、キューバのハバナ大学、次いでスペインのマドリード・コンプルテンセ大学およびアンダルシア国際大学に留学。地方自治体連盟、文学連盟、内国歳入局、通信庁での要職などを経て、2013年9月から2020年9月にかけて駐日大使。

## 駐日大使として
2013年7月15日、政令165-13号に基いてダニーロ・メディーナ大統領より駐日大使を拝命する。ドミンゲス大使は、ドミニカ共和国が世界第3位の経済規模を擁する日本との間で貿易額が少ないことを懸念事項として挙げており、赴任に先立って地元の事業者団体や輸出業者、農業従事者、製造業従事者との会議に多くの時間を費した。
2013年9月4日、夫人と末娘を伴い次期駐日大使として東京に赴任。同年9月26日、皇居で天皇（当時。令和時代の上皇）に信任状を捧呈し、駐日大使として正式に着任した。
駐日大使として在任中の2017年8月6日、広島で開かれた平和記念式典に参列している。
2019年10月22日、皇居正殿松の間で今上天皇の即位礼正殿の儀が執り行われ、マリア・デ・ロス・アンヘレス・ガルシア・デ・バルガス外務大臣夫人（ミゲル・バルガス外務大臣の夫人）と共に参列した。
2020年9月23日、駐日大使を離任。同年11月10日、旭日大綬章受章。